# Jeanne d'Aragon (1454-1517)
Pour les articles homonymes, voir Jeanne d'Aragon et Jeanne de Naples.
Jeanne d'Aragon (16 juin 1454, Barcelone - 9 janvier 1517, Naples), fut reine consort de Naples, fille de Jean II d'Aragon, roi d'Aragon, de Majorque, de Valence et de Sicile, et de Jeanne Enríquez, et l'épouse de Ferdinand Ier de Naples, roi de Naples.